# Inkognitiv
Inkognitiv è un film del 2012 diretto da Marius Sørvik e tratto da un suo romanzo.

## Trama
L'adolescente Markus Sjögren, dipendente dalla marijuana, finisce in overdose. Quando si sveglia non è più in grado pensa di avere una disfunzione sessuale.